# 核燃料

核燃料循环过程。

原子核平均结合能与核子数的关系

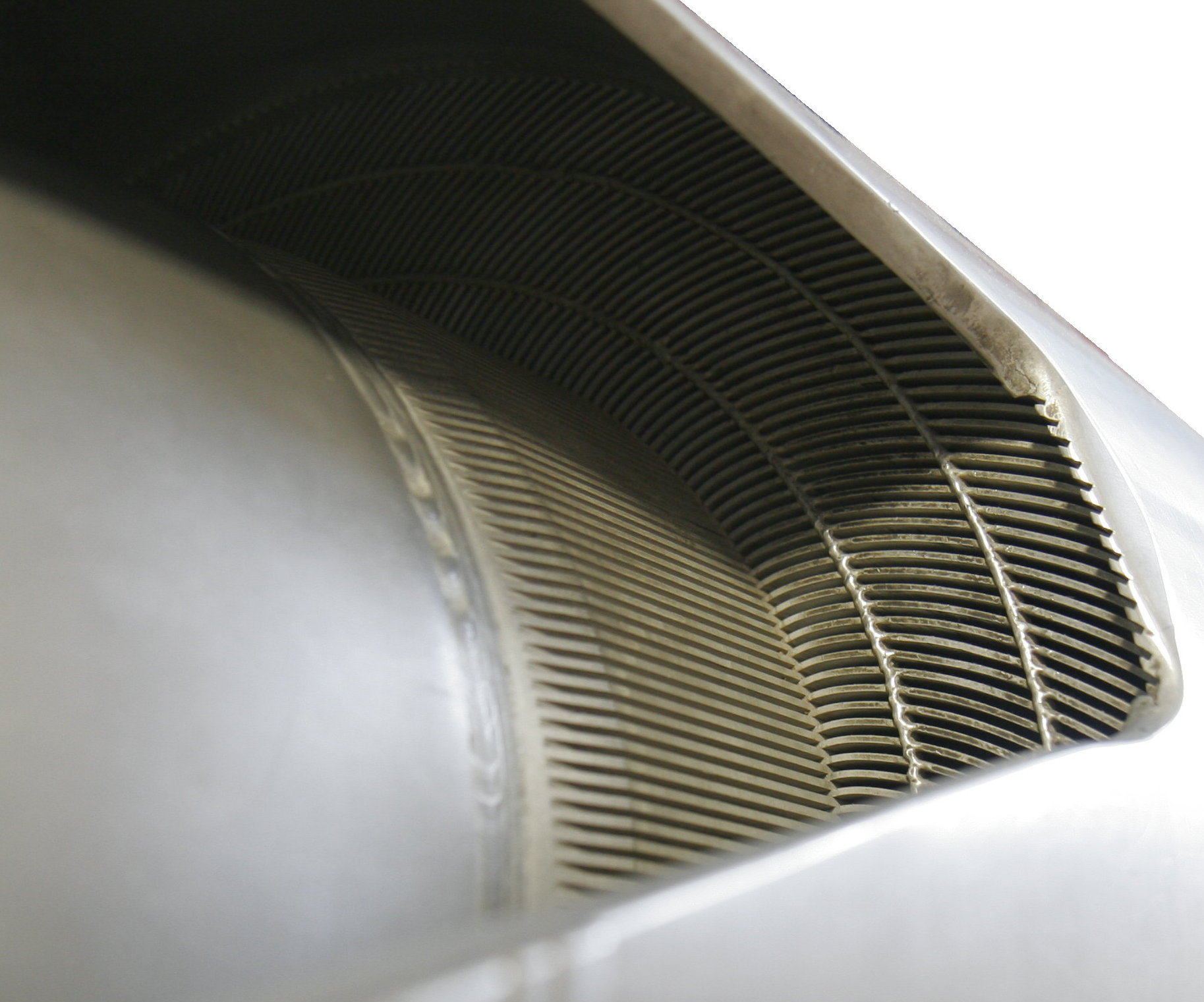
劳厄·朗之万研究所的一个研究性反应堆核心特写

核燃料（英語：nuclear fuel）是指可被核反应堆利用，通过核裂变或核聚变产生实用核能的材料。核燃料既能指燃料本身，也能代指由燃料材料、结构材料和中子减速剂及中子反射材料等组成的燃料棒。
核燃料具有在所有实际燃料来源中最高的能量密度。

## 簡介

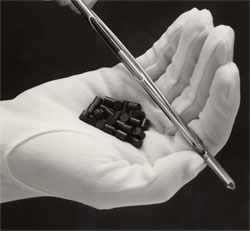
一些核燃料丸和一根核燃料棒

与核武器中不可控的核反应不同，核反应堆能控制核反应的反应速率。对于裂变核燃料，当今一些国家已经形成了相当成熟的核燃料循环，包含对核矿石的开采、提炼、浓缩、利用和最终处置。大多数裂变核燃料包含重裂变元素，最常见的是铀-235（235U）和钚-239（239Pu）。这些元素能发生核裂变从而释放能量。例如，铀-235能够通过吸收一个慢中子（亦称热中子）分裂成较小的核，同时释放出数量大于一个的快中子和大量能量。当反应堆中的中子减速剂令快中子转变为慢中子，慢中子再轰击堆中其他铀-235时，类似的核反应将能持续发生，即自我维持的核裂变链式反应。这使得自持链式反应成为可能，其释放的能量用在核反应堆中以可以控制的速率释放或在核武器中以非常迅速失控制速率释放。目前商业核反应堆的运行都需要依靠这种可以控制的持续的链式反应维持，但不仅限于铀元素这一种核燃料。
并不是所有的核燃料都是通过核裂变产生能量的。钚-238和一些其他的元素也能在放射性同位素热电机及其他类型的核电池中以放射性衰变的形式用于少量地发电。此外，诸如氚（3H）等轻核素可以用作聚变核燃料。由于目前尚未有投入运行的商业核聚变反应堆，故核燃料一般指的都是裂变核燃料。
目前在各种燃料中，核燃料是具有最高能量密度的燃料。例如，1千克铀-235完全裂变产生的能量约相当于2500吨煤燃烧所释放的能量。裂变核燃料有多种形式，其中金属核燃料、陶瓷核燃料和弥散型核燃料属于固体燃料，而熔盐核燃料则属于液体燃料，他们分别有着各自的特性，适用于不同类型的反应堆。

## 固体燃料

### 金属型核燃料
金属型核燃料拥有最高的裂变原子密度，其热导率高，制造简单，但因为一般燃料本身熔点较低或晶体相变温度低，反应时温度不能太高。金属核燃料的使用历史较长，从1946年美国建成的世界上第一座实验性快中子反应堆——克来门汀反应堆（Clementine reactor）到现在许多用于测试与研究的核反应堆，金属核燃料一直在被使用。目前金属型核燃料一般皆为合金而不是金属单质。金属核燃料一般用于石墨慢化堆和液态金属快中子增殖反应堆（如EBR-II）。
铀-235是人类最早使用的核裂变材料之一。金属态的铀在堆内使用的主要缺点为：熔点以下有三种同素异构体，升温过程中尺寸不稳定；辐照稳定性差，会发生辐照肿胀；与包壳相容性差；化学稳定性也较差。此外，辐照还使金属铀的蠕变速度增加（50～ 100倍）。这些问题可以通过铀的合金化有所改善。常见的铀合金主要包括铀铝合金、铀锆合金、铀硅合金（U3Si）、铀铌合金、铀钼合金以及氢化铀锆等。
钚-239可以在反应堆内被制造，是人造易裂变元素，其临界质量比铀小，在有水的情况下，650克的钚即可发生临界事故。金属态的钚较脆弱，熔点低（640℃）；从室温到熔点有六种同素异构体，结构变化复杂；导热系数低，仅为铀的1/6左右；线膨胀系数大，各向异性十分明显；化学稳定性很差，并极易氧化，易与氢气和二氧化碳发生反应。这些缺点使金属态的钚不适合作为核燃料，一般都以氧化物的形式与氧化铀混合使用，即混合氧化物燃料。这种钚与铀的组合可以实现快中子增殖，因而成为当今着重研究的核燃料之一。
钍-232吸收中子后可以转换为可作核燃料之用的铀-233。钍在地壳中的储量很丰富，所能提供的能量大约相当于如今铀、煤和石油全部储量的总和。钍的熔点较高，直至1400℃才发生晶体结构相变，且相变前后均为各向同性结构，所以辐照稳定性较好，这是它优于铀、钚之处。金属态的钍在使用中的主要限制为辐照下蠕变强度很低，一般以氧化物或碳化物的形式使用。在热中子反应堆中，利用铀-钍循环可得到接近于100%的转换比，从而实现“近似增殖”。但这种循环比较复杂，后处理也比较困难，因此尚未获得广泛应用。 另外，因为钍缺乏武器应用，钍的研究难以得到象铀和钚的研究那样的重点关注。

#### 铀氢锆核燃料
铀氢锆核燃料（UZrH）是TRIGA反应堆普遍使用的核燃料，其反应速率是负温度系数的，在堆芯温度超过550℃时，铀氢锆会释放氢原子，氢逸出堆芯，被贮存在反应堆内一个特制的贮存盘里。燃料在失去氢原子时，自身温度会很快降低，反应速率减缓。在温度降低到一定程度后，燃料又会从贮存盘内吸收氢原子。整个反应过程由其自身控制，不会剧烈地发生反应。反应堆运行时堆芯温度保持在一个区间内上下波动，因此能在—定程度上避免堆芯熔毁。TRIGA反应堆因其使用的铀氢锆燃料的这种特性，反应堆本身体积可以比常规核反应堆小很多，因为它们不需要非常严密的安全保护措施，是分布式发电以及教學用的理想堆种。目前世界上现有70个TRIGA反应堆，其中一半位于美国。

#### 锕系元素核燃料
在快中子增殖反应堆中，由核燃料中的铀或钚俘获中子后形成的少量锕系元素能被再次用于产生核燃料。金属锕系元素核燃料一般为铀、钚及次要锕系元素和锆的合金。因为金属的热膨胀能增加中子漏出量，所以锕系元素核燃料较为安全。

### 陶瓷型核燃料
陶瓷型核燃料主要包含氧化物核燃料、碳化物核燃料和氮化物核燃料等。相对于金属核燃料，它们的工作温度高；一般来说，与冷却剂及包壳材料的相容性好。缺点是密度低、导热性差、易脆化。目前，二氧化铀陶瓷核燃料是陶瓷型核燃料中应用最广、研究最深的一种，被广泛用于压水式反应堆和沸水式反应堆。

#### 二氧化铀（UOX）

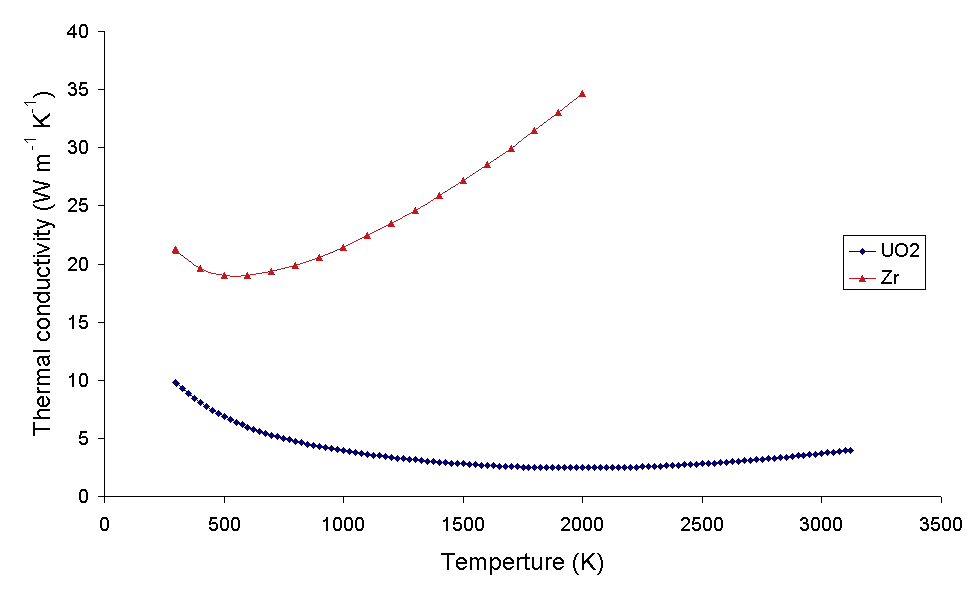
锆合金和铀氧化物的导热系数随温度的变化。

二氧化铀是一种黑色的固态半导体，其熔点高（2865℃），晶格结构为面心立方，在熔点下无晶型转变，各向同性，抗辐照稳定性好，且与水和包壳材料的相容性较好。虽然密度和导热系数低，质地脆硬，易由于大温度梯度造成的热应力而开裂，但优良的特性使其被广泛用于核燃料。
二氧化铀粉末的生产主要有三种途径：ADU（铀酸胺盐，(NH4)U2O7）流程；AUC（三碳酸铀酰胺(NH4)4[UO2(CO3)3]）流程和IDR流程。接着，将二氧化铀粉末与有机粘合剂混合，并被压成高约1厘米，直径约0.8厘米的坯块，再于氩气和氢气的混合气体中加热至更高的温度烧结，使得原本实心致密的固体产生一些孔洞，以此制成核反应堆的燃料芯块。
需要注意的是，水溶液中二氧化铀的腐蚀与金属表面的电化学腐蚀是类似的电化学过程。

#### 氮化铀
氮化铀（UN）拥有很高的熔点，常作为NASA制造的核反应堆的核燃料。氮化铀的导热系数比二氧化铀高。但除非氮-15（15N）取代了较常见的氮-14（14N）被用来制备氮化铀燃料，否则核燃料中的氮-14元素会与中子反应生成大量的碳-14（14C）。由于生产氮-14十分昂贵，所以可能需要通过火法（pyro method）再加工以使氮-15得到弥补。如果将核燃料在加工后溶解于硝酸中，可将氮-15的同位素分离。

#### 碳化铀
碳化铀燃料通常用于液态金属冷却堆中，并被封装在针状燃料元件里。对它们的研究及应用始于紧张的20世纪60至70年代。然而，最近关于板形碳化铀燃料的研究也再次成为热点，尤其是在微型核燃料颗粒（如TRISO颗粒）的研究上。
碳化铀的高熔点（2450℃）和良好的导热性特性使其成为了一个很有吸引力的燃料。因为碳化铀燃料中不含氧元素（在放射过程中，氧气或其他气体的释放会导致堆内产生额外的压力），并配合陶瓷涂层（在结构和化学性质上有优势），碳化铀将成为某些第四代裂变反应堆燃料的理想候选者——例如高温气冷堆。

#### 混合氧化物燃料
混合氧化物燃料（MOX燃料）是以钚、天然或耗乏铀以及乏燃料为原料，从中提取裂变原料制得的核燃料，其性质与适用于大多数核反应堆的浓缩铀相似但不完全相同。混合氧化物燃料是在核电产业中占主流的轻水反应堆中低浓缩铀（low enriched uranium，LEU）的理想替代品，同时也可作为中子增殖反应堆的燃料。
混合氧化物燃料的钚可以来自报废的核武器，在存储这些剩余钚的过程中需要承担核扩散的风险。在混合氧化物燃料的生产过程中，对乏燃料的再处理也存在类似的风险，因此对混合氧化物燃料的使用仍存在忧虑。全球核能合作伙伴（GNEP），是一个由美国发起的旨在促成乏燃料再处理后的钚用于非武器用途的国际组织。出于对核不扩散的考虑，商业核反应堆乏燃料的再处理在美国是不被允许的。除了日本以外，该组织的其他成员国（包括中国、法国、俄罗斯）都已拥有军事用途的核武器。
目前（2005年3月），商业核燃料的再处理，并将其制成混合氧化物燃料的技术已经在英国和法国被广泛应用，在 俄罗斯，印度和日本也有少量应用。中国则正在进行着使用混合氧化物燃料的快中子增殖反应堆和核反应燃料的再处理的相关研究。

### 弥散型核燃料
弥散型核燃料是将二氧化铀或碳化铀等陶瓷核燃料颗粒均匀地和非裂变基体材料(金属、非金属或陶瓷)混合后，经粉末冶金法压制后烧结而成的。弥散型核燃料的形式能够改善陶瓷型燃料的导热和延性的不足，且其优点还包括成本较低；物理和机械性能较好；燃耗也较高；并且可以使用多种类型的燃料。以金属为基体的弥散型核燃料导热性能优异，有良好的韧性且加工性能好，如不锈钢基体的核燃料可轧制成板状高功率密度元件，已用于美国核动力航空母舰和核潜艇。
弥散型核燃料中裂变物质的分布方式要求使用浓度更高的核燃料制造燃料颗粒。

## 液态核燃料
液态核燃料是溶解有核燃料的液体，因为使用液态核燃料的核反应堆一般都拥有负反馈调控机制所以较为稳定。但液态核燃料也有在事故（如初级系统泄漏）后容易发生扩散等缺陷。

### 熔盐核燃料
熔盐核燃料是由直接将核燃料溶解入熔盐冷却剂中制得的液态核燃料。使用熔盐核燃的核反应堆（简称熔盐堆），比如液体氟化钍反应堆（liquid fluoride thorium reactor，LFTR），是与仅以熔盐作为冷却剂（而没有将核燃料溶于熔盐中）的反应堆不同的。
使用熔盐核燃料是液态堆芯反应堆实验的内容之一，其中，在熔盐反应堆实验（molten salt reactor experiment，MSRE）中，熔盐核燃料被用于LFTR。熔盐堆中的液态核燃料是锂、铍、钍和铀等金属的氟化物的混合物：LiF-BeF2-ThF4-UF4（72-16-12-0.4 mol%）。在实验中，熔盐核燃料的最高工作温度为705℃，但因为熔盐的沸点在1400℃，所以在实际使用时可以在更高温度下运行。

### 铀盐水溶液核燃料
水均匀反应堆（aqueous homogeneous reactor，AHR）使用硫酸铀酰或其他铀盐的水溶液作为核燃料。历史上，AHR都仅为科研用的小型反应堆，并无用于发电的大型反应堆。一个被称作医用同位素生产系统（medical isotope production system）的AHR现被用于生产医学上使用的同位素。

## 常见形态
二氧化铀（UO2）粉末通常被压缩为圆柱形小块，并在高温下烧结，形成直径1厘米，高1厘米的高密度且具有明确物理性质及化学组成的陶瓷芯块。这些核燃料块须经抛光以减小差异。加工后的核燃料块接下来将被堆叠成长柱状并装入直径1厘米，长约4米的金属管中——也叫燃料棒的覆层。覆层一般厚度为1毫米，用于防止有放射性的核裂变碎片逃逸进入冷却剂中产生污染。覆层位于冷却剂和核燃料之间，是由对热中子吸收截面很低的材料制成。用于制造覆层的金属随反应堆类型而异，现代的反应堆一般使用锆合金或者不锈钢作为覆层，稍早的已过时的反应堆，如镁诺克斯反应堆（Magnox reactors），使用镁及少量的铝组成的合金作为覆层。装入核燃料块的金属管被封装成为核燃料棒，核燃料棒将再被合并成束，用于组装核反应堆的堆芯。

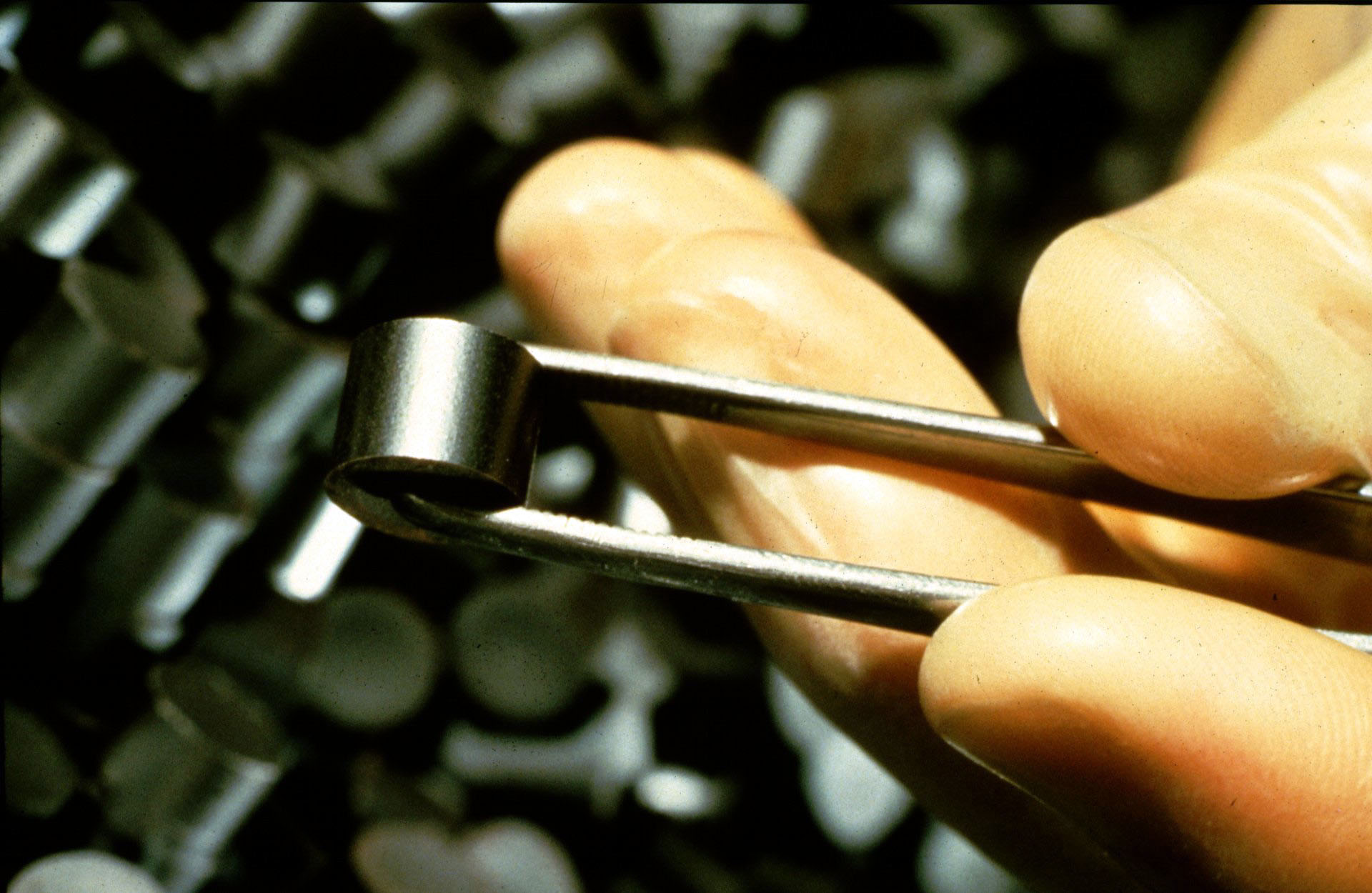
美國核能管理委員會 (NRC)提供的新制的二氧化铀陶瓷核燃料芯块图片。
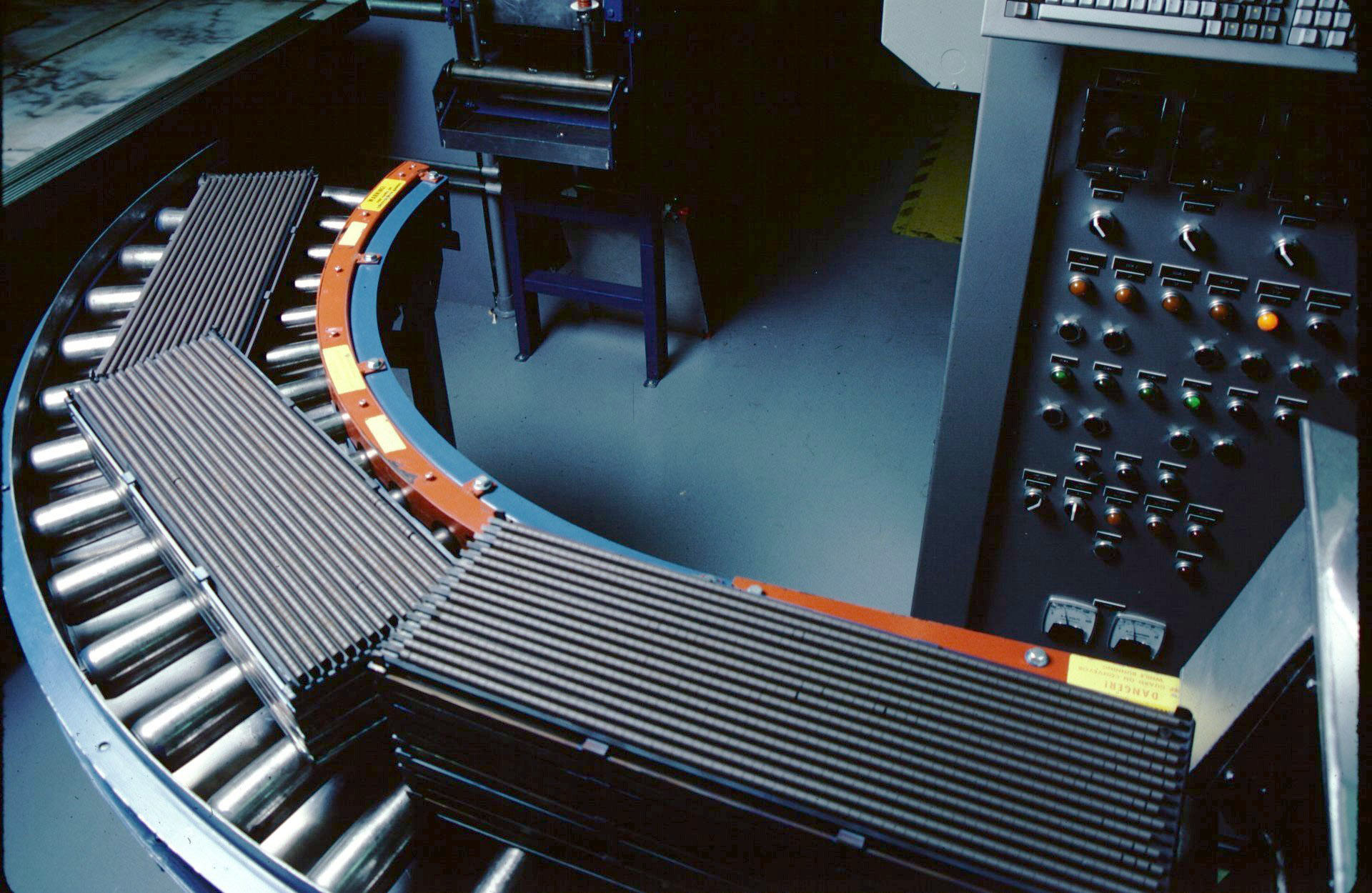
燃料芯块组装过程。
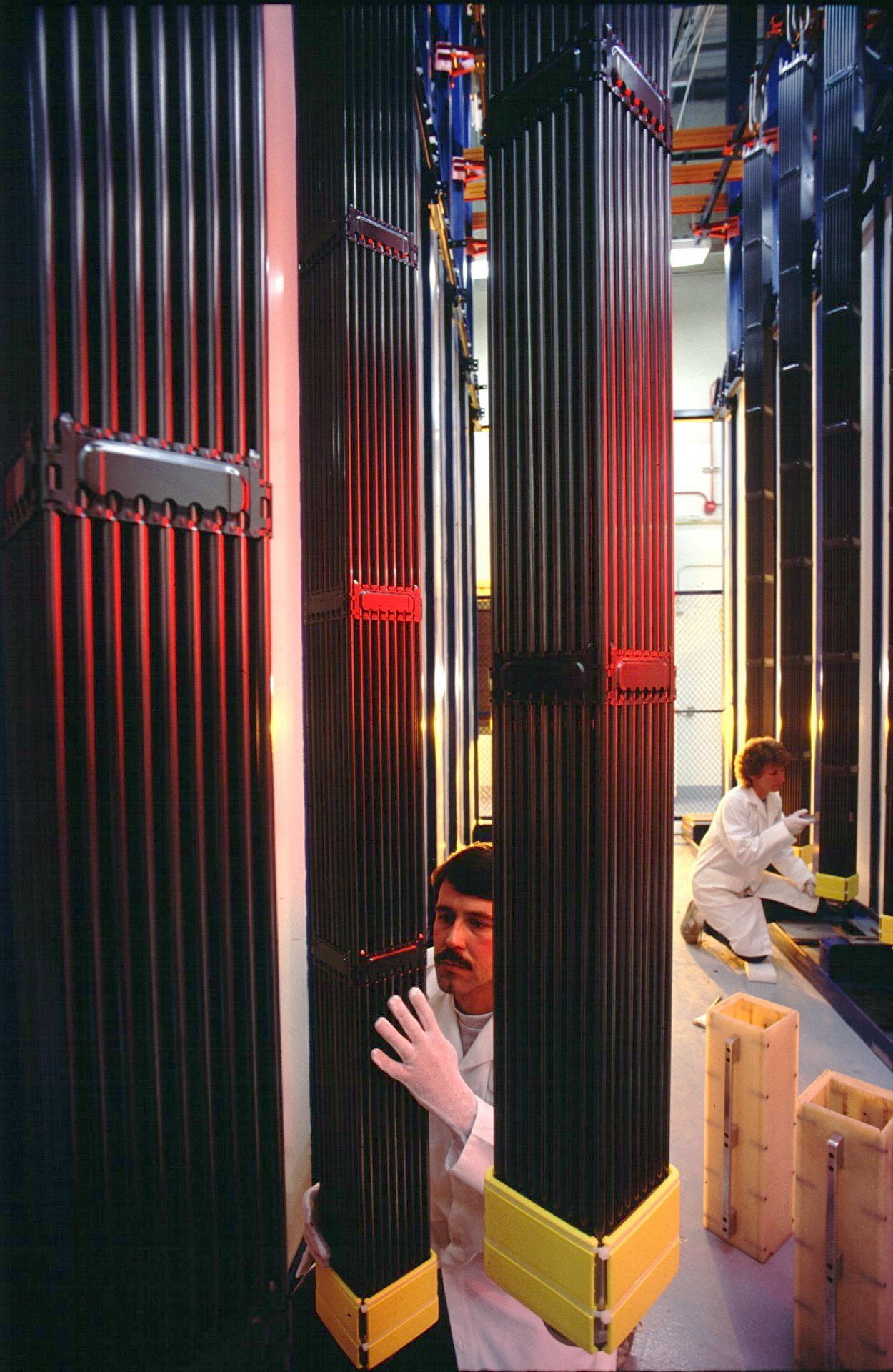
正在检测的组装完成的燃料棒。

### 压水堆核燃料

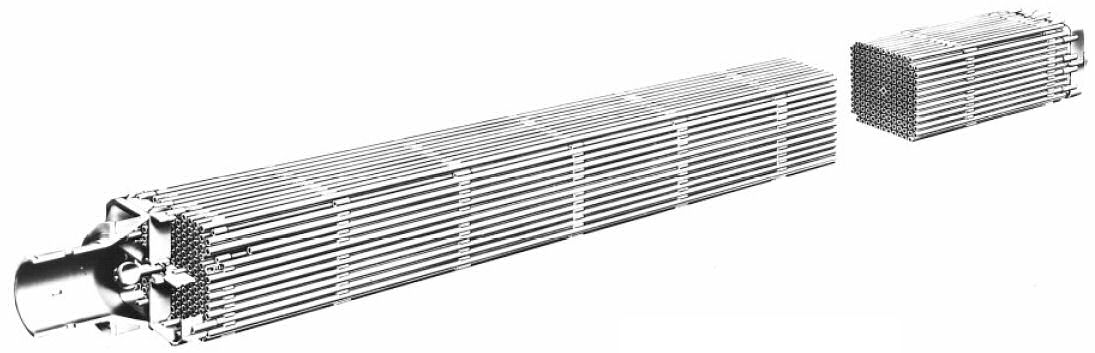
PWR 燃料组件 （也称为燃料棒束） 此燃料组件来自核动力客运和货运船 NS Savannah 的压水反应堆。由 Bbcock & Wilcox Company 设计制造

压水反应堆 (PWR) 燃料由圆柱状燃料棒捆成的棒束组成。氧化铀陶瓷以芯块的形式装入捆绑在一起的锆管内。锆管直径约1 cm ，燃料包壳间隙内充满氦气用以改善燃料到包壳间的传热。每捆组件约有 179-264 根燃料棒，一个堆芯内约装有121-193捆组件。燃料组件通常由14×14 到 17×17 的捆绑在一起的燃料棒组成。压水反应堆燃料组件长约4米。在PWR燃料组件内，控制棒从顶部直接插入到燃料组件内。燃料组件通常富集有百分之几的235U。为消除陶瓷燃料内会导致腐蚀和氢脆的水分，氧化铀在装入锆管前将被干燥。锆管内充入氦气将芯块和包壳间的相互作用减到最小以防止长期运行燃料棒失效。

### 沸水堆核燃料
在沸水反应堆（BWR）中，燃料与压水堆燃料类似，但沸水堆的燃料棒束是“罐装”的；即每捆组件外包围有一层薄管道。这主要是为了防止局部密度变化影响反应堆堆芯的中子和热工水力。在现代沸水反应堆燃料组件中，每个组件中有91、92或96根燃料棒，具体数量取决于制造商。在美国沸水堆中，反应堆堆芯组件的数量范围从368个到800个不等。每个沸水堆燃料棒内充入压力约3个大气压（300 kPa）的氦气。

### 加拿大重水铀反应堆核燃料

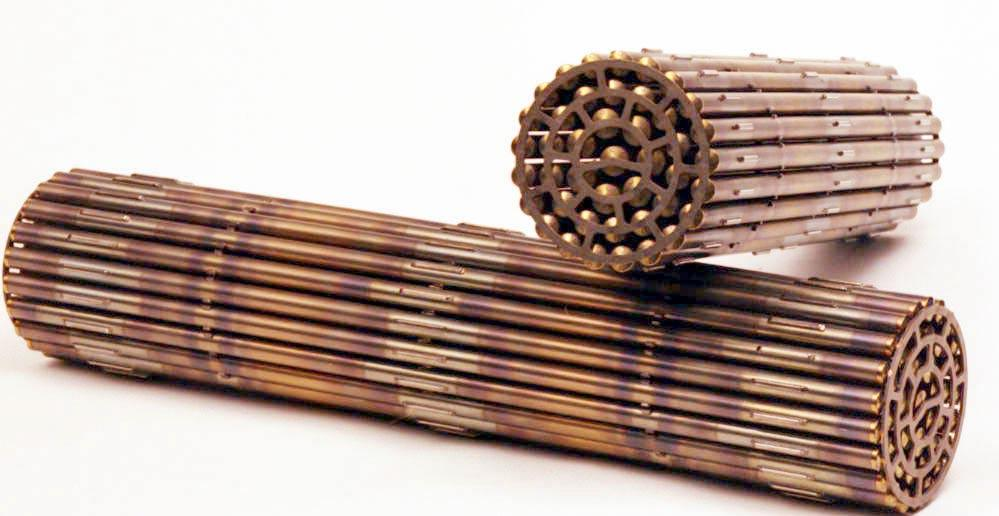
加拿大重水铀反应堆燃料棒束 两个加拿大重水铀反应堆燃料棒束，每捆约 50 cm 长、直径 10 cm。 照片由加拿大原子能有限公司提供。

加拿大重水铀反应堆燃料棒束约半米长、直径10 cm。它由烧结的（UO2）芯块组成，芯块装于锆合金套管内，锆合金端部焊接。每捆棒束毛重 20 kg，一个典型堆芯装料4500-6500捆棒束，具体取决于设计。现代类型通常有37个相同的燃料棒放射状排列于棒束长轴上，但在以前几种不同的配置和数量也被使用过。CANFLEX棒束有42个燃料元件、两种元件尺寸。元件直径也约10 cm（44英寸）、0.5 m长、重约20 kg（44 lb）取代了37棒的标准棒束。它被特殊设计利用两种不同的直径来增强燃料性能。如今坎杜堆设计上不需要富集铀达到临界（得益于其更高效的重水慢化剂），然而一些新概念堆要求采用低富集度以降低反应堆尺寸。

## 不常见形态
除了上述常见的核燃料外，还有众多其他类型的核燃料被用于特殊的用途，但这些不常见的核燃料与沸水堆、压水堆或坎杜堆等核反应堆中使用的核燃料相比适用范围较小。这些不常见的核燃料中有许多只在实验堆中得到使用，或用于军事用途。

### 镁诺克斯燃料

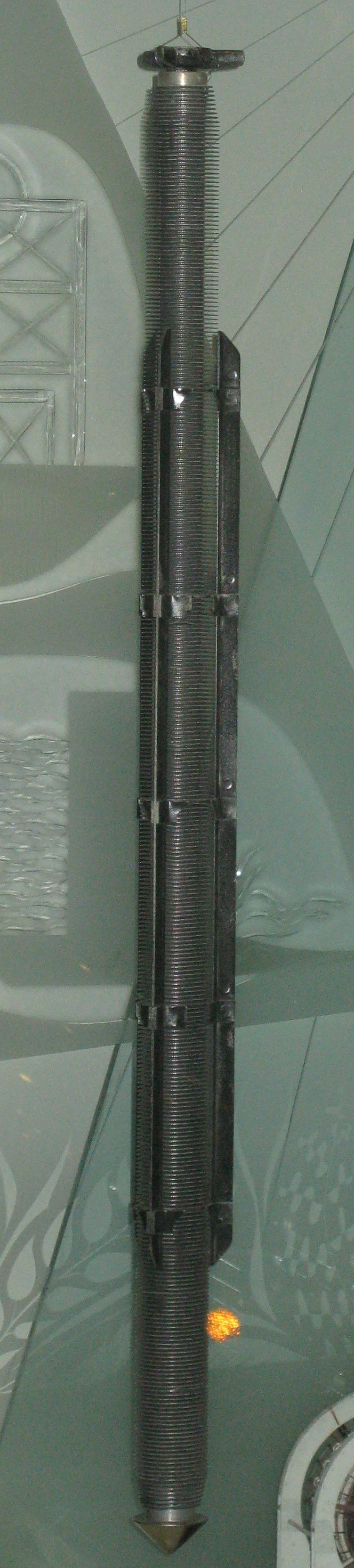
镁诺克斯燃料棒

鎂諾克斯反應爐 (Magnox) 是一种使用天然铀（即未富集的铀）作为燃料、镁诺克斯合金作为燃料包壳的承压、二氧化碳冷却、石墨慢化的反应堆 。工作压力因不锈钢压力容器和两个设计运行于24.8到27 bar 的钢筋混凝土设计而从 6.9到19.35 bar各异。 镁诺克斯也是一种合金的名字——主要成分为镁和少量的铝以及其他金属——用其非氧化层包裹未富集铀的金属燃料以包容裂变产物。
镁诺克斯 （Magnox）是非氧化镁（Magnesium non-oxidising）的缩写。
这种材料具有中子俘获截面小的优势，但也有两大缺点：
- 它限制了最高温度，从而限制了电站热效率。
- 它与水反应，需要避免乏燃料长期贮存在水下。

镁诺克斯燃料装有冷却肋片以改善在较低运行温度下的传热，这使其制造变得昂贵。使用金属铀而非氧化铀使传热更直接也更便宜，燃料卸出反应堆后一小段时间的再处理需求意味着巨大的裂变产物泄漏风险。需要昂贵的远程操作设施来减小危险。

### TRISO燃料

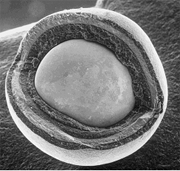
切開的TRISO燃料顆粒，顯示出多層包覆層。

TRISO燃料（TRIstructural-ISOtropic fuel）是一種微型燃料顆粒。其燃料核心是氧化鈾（有時是碳化鈾或碳氧化鈾）構成，由四層各向同性材料包覆。四层包覆層由裏到外包括多孔碳缓冲層（buffer）、致密熱解碳（PyC）層、用以在高溫下阻止裂解產物溢出、加強TRISO顆粒結搆強度的陶瓷碳化硅層和最外面的熱解碳層。TRISO顆粒的設計使其在過程壓力下（比如不均勻熱膨脹和裂解氣體壓力）在1600°C以上不破碎，因此可以在設計合理的反應堆中在最糟糕的情形下防止燃料外泄。兩種這樣的反應堆設計包括卵石床堆（PBR）和棱柱塊高溫氣冷堆（比如GT-MHR堆）。在卵石床堆裏，數以千計的TRISO顆粒被分散在卵石狀石墨塊中。在棱柱塊高溫氣冷堆中，TRISO顆粒被製成塊狀置於石墨塊中。上述兩種堆均是高溫堆（HTR），在第四代技術目標屬於三代以上堆，因爲其設計操作溫度和條件低於六類堆之一的極高溫度反應堆。
TRISO燃料顆粒由英國在DRAGON計劃中率先研製。D. T. Livey首先提出用碳化硅作爲擴散阻滯劑。使用TRISO燃料的首座核反應堆是DRAGON反應堆，首座核電站是THTR-300。目前，一些實驗反應堆使用TRISO燃料塊，包括中國的HTR-10以及日本的HTTR。

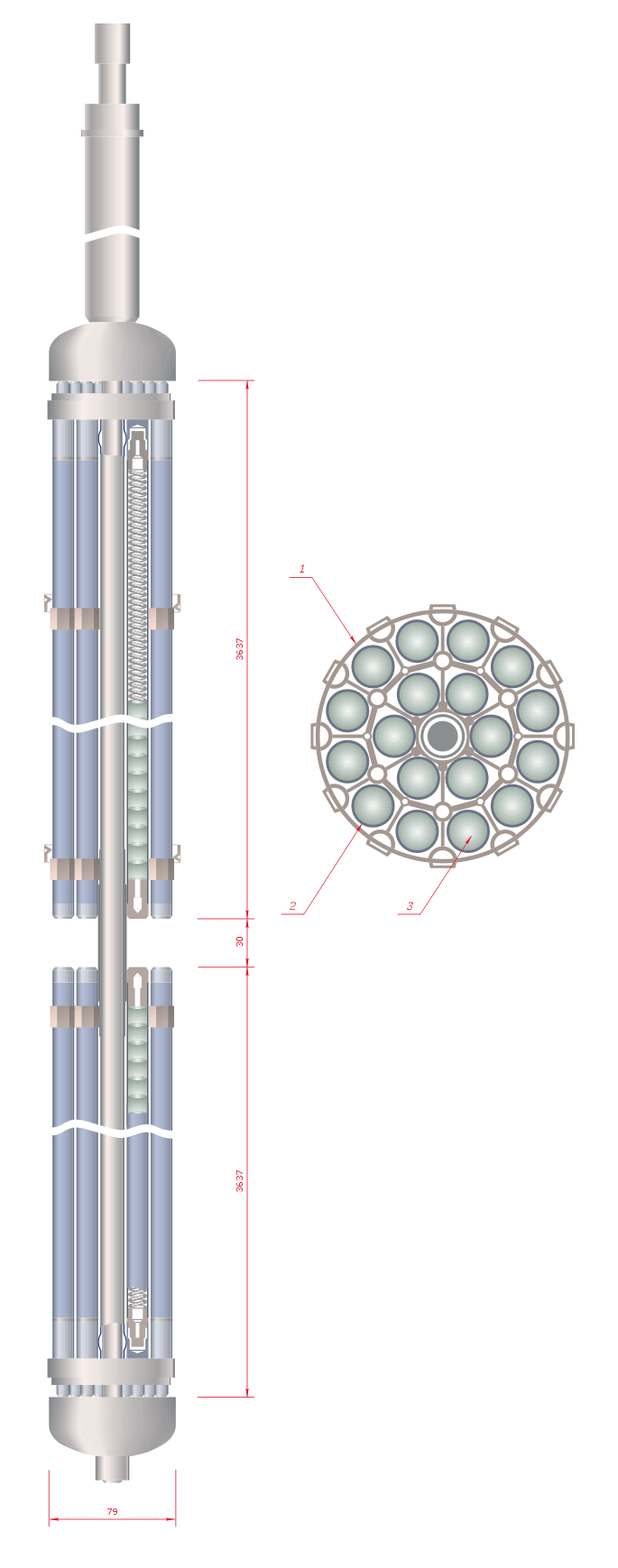
RBMK反應堆燃料棒儲存盒 1 – 間隔電樞; 2 – 燃料棒殼; 3 – 燃料塊.

### QUADRISO燃料
在QUADRISO燃料（QUADRuple ISOtropic fuel）顆粒中，一層可燃性中子毒物（氧化銪、氧化鉺或碳化鉺）包覆在傳統TRISO燃料核心外，以更好的控制過度反應性。如果堆芯既含有TRISO燃料又含有QUADRISO燃料，因可燃性中子毒物層的緣故，在反應起始中子無法染指QUADRISO顆粒中的燃料。經輻照后，中子毒物消耗殆盡，中子流進入QUADRISO顆粒中燃料核心，引發核裂變反應。這個過程和普通TRISO燃料的消耗相互補償。在廣義QUADRISO燃料概念裏，中子毒物最終可以同燃料核心或者外層的熱解碳混合在一起。QUADRISO燃料的概念由美國阿岡國家實驗室提出。

### RBMK燃料
RBMK燃料用於前蘇聯設計建造的RBMK型反應堆。這種燃料屬低濃縮氧化鈾燃料。RBMK堆的燃料棒長達3米，兩根燃料棒首尾相接放在加壓的燃料管中。來自俄羅斯VVER反應堆乏燃料的再生鈾被用來製造RBMK燃料。切爾諾貝利事故之後，該燃料濃縮度由2.0%增加到2.4%，以補償控制棒的修改和更多吸收劑的引入。

### CerMet燃料
CerMet燃料由嵌在金屬介質中的陶瓷燃料顆粒（通常是氧化鈾）構成。有人猜測美國海軍的反應堆使用這種燃料。這種燃料導熱性能好，可以耐受膨脹。

### 板型燃料

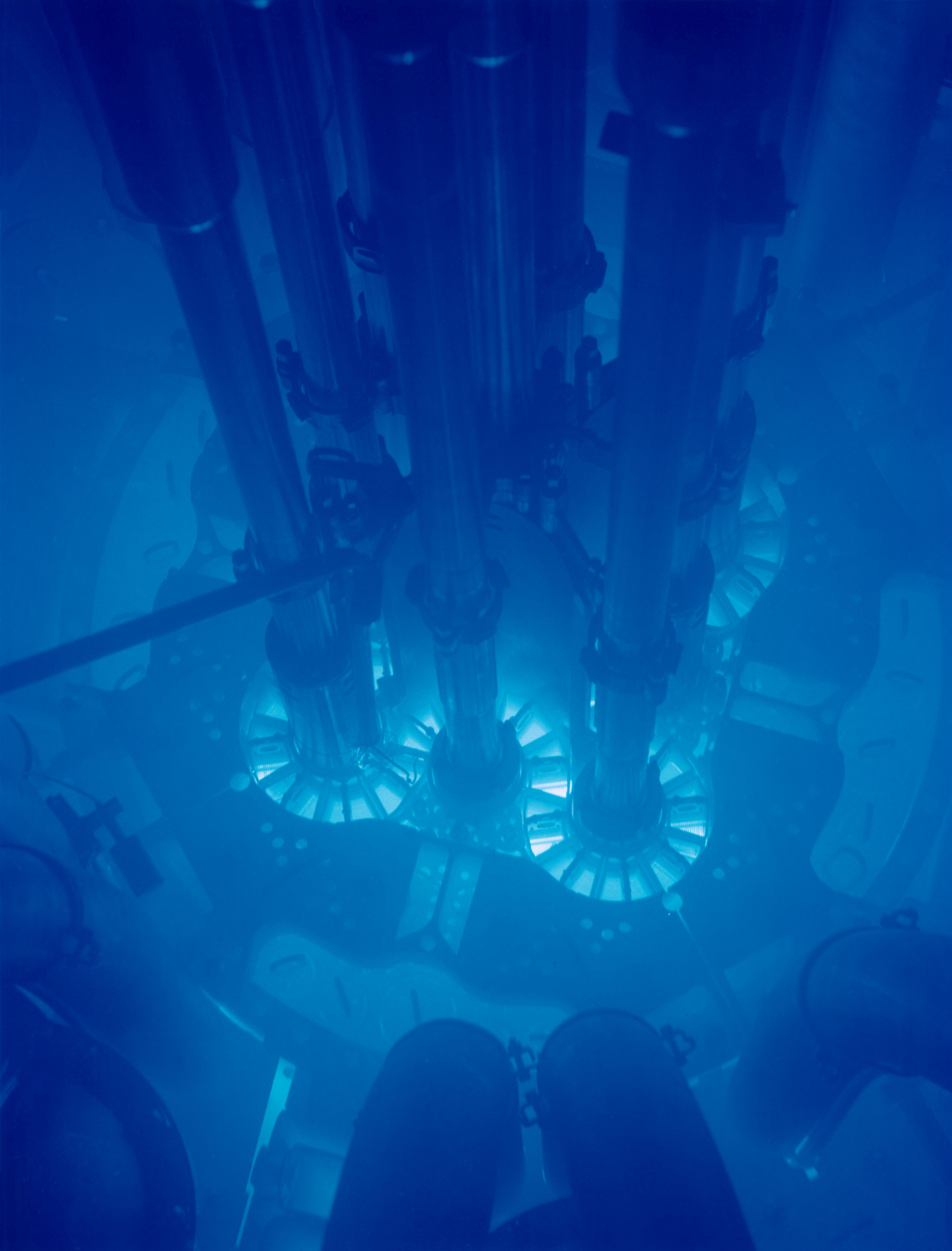
ATR 堆芯 位于爱达荷国家实验室的先进测试反应堆使用三叶草叶片形排列的板型燃料。堆芯周围的蓝色辉光就是著名的切连科夫辐射。

板型燃料历来都遭受冷落。它通常由夹在金属包壳内的浓缩铀构成。板型燃料用于几个需要高中子注量率的研究堆中，用于金属辐照研究或同位素生产之类，堆内没有陶瓷柱形燃料的高温。它现在正被用于位于爱达荷国家实验室的先进测试反应堆中。

## 乏燃料
使用过后的核燃料是裂变产物、铀、钚以及次要锕系元素的混合物。曾在核反应堆高温中反应的核燃料的化学组成往往是不均匀的，燃料可能会含有铂族元素（如钯）的纳米颗粒。在使用过程中，核燃料可能还会接近其熔点或出现开裂和膨胀等现象。乏燃料可能发生破裂，但是是不溶于水的，所以水环境下的二氧化铀仍能保留其晶格中绝大多数的带有放射性的锕系元素和裂变产物。事故中的氧化物核燃料有两种可能的扩散方式：裂变产物能被转化为气体或以微小颗粒的形式分散分散。

## 聚变核燃料
聚变核燃料包括氘（2H）、氚（3H）及氦-3（3He）等。尽管还有众多核素之间也能发生核聚变，但因为原子核所带电荷越多则需要更高的温度引发核聚变，所以仅有质量最轻的几种核素才被视为聚变核燃料。虽然核聚变的能量密度甚至比核裂变的还高，且人们已经制造出可以维持数分钟的核聚变反应堆，但将聚变核燃料用作为能源仍只在理论上可行。

### 第一代聚变核燃料
氘与氚都可被视作与第一代聚变核燃料。因为氘与氚所带电荷较少，所以在所有核素中它们是最易发生核聚变的。下面列举的是最常被引用的发生在第一代聚变核燃料之间的三种核反应：
2H + 3H {\displaystyle \rightarrow } 
n

 (14.07 MeV) + 4He (3.52 MeV)
2H + 2H {\displaystyle \rightarrow } n (2.45 MeV) + 3He (0.82 MeV)
2H + 2H {\displaystyle \rightarrow } 
p

 (3.02 MeV) + 3H (1.01 MeV)

### 第二代聚变核燃料
与第一代聚变核燃料相比，第二代聚变核燃料需要更高的约束温度（confinement temperature）或更长的约束时间（confinement time），但在反应中产生的中子量较少。因为中子不带电，不受磁场约束，会被核聚变反应堆内壁吸收，使得内壁材料带上放射性，所以被视为可控核聚变中是有害副产物。第二代聚变核燃料包括氘与氦-3，虽然产物都是带电粒子，但是此代聚变核燃料也可发生不能忽略的、产生中子的副反应。
2H + 3He {\displaystyle \rightarrow } p (14.68 MeV) + 4He (3.67 MeV)

### 第三代聚变核燃料
第三代聚变核燃料之间发生的反应中只产生带电粒子，且副反应可忽略。因为中子产量很低，所以使用第三代聚变核燃料的核反应堆的内壁放射性不会用明显增强。使用第三代聚变核燃料作为聚变反应堆的核燃料是可控核聚变的最终目标。在所有的第三代聚变核燃料中，氦-3具有最高的麦克斯韦反应性（Maxwellian reactivity），但是地球上氦-3的储藏量极低。
3He + 3He {\displaystyle \rightarrow } 2p + 4He (12.86 MeV)
另一个可作为候选的无中子反应是氕-硼反应：
p + 11B → 34He
在合理的假设中，此反应的副反应会导致约0.1%的聚变能被中子带走。在123keV时，此反应的最佳温度约为纯氢反应的10倍，对能量约束的要求要比氘-氚反应严格500倍，但能量密度仅为氘-氚反应的0.4‰。

### 压水堆核燃料
- nucleartourist.com提供的压水堆核燃料组装示意 （页面存档备份，存于）
- 三菱燃料株式会社的压水堆核燃料棒结构示意

### 沸水堆核燃料
- 沸水堆核燃料棒结构示意
- nucleartourist.com提供的沸水堆相关图片 （页面存档备份，存于）

### 坎杜堆核燃料
- nucleartourist.com提供的坎杜堆设计基础知识 （页面存档备份，存于）
- nucleartourist.com提供的坎杜堆核燃料及反应堆相关细节 （页面存档备份，存于）
- 坎杜堆核燃料循环的发展以及坎杜堆对世界和平的潜在贡献 （页面存档备份，存于）
- 坎杜堆核燃料管理课程
- 坎杜堆核燃料棒及燃料棒束 （页面存档备份，存于）

### TRISO燃料
- 利用X射线荧光层析技术对TRISO核燃料碳化硅外壳进行的非破坏性检验 （页面存档备份，存于）
- 气透平-模块氦冷反应堆（GT-MHR）中TRISO核燃料的结构示意 （页面存档备份，存于）
- 洛斯阿拉莫斯国家实验室（LANL）提供的TRISO核燃料生产过程不同阶段介绍 （页面存档备份，存于）

### QUADRISO燃料
- QUADRISO核燃料概念设计 （页面存档备份，存于）

### 金属陶瓷核燃料
- 轻水堆中钼基金属陶瓷（CerMet）核燃料在锕系元素处理方面的应用

### 板状核燃料
- 爱达荷国家实验室（INL）的反应堆列表及高级试验反应堆（ATR）核心图片

### 铀氢锆堆核燃料
- 通用原子公司提供的铀氢锆堆核燃料介绍

### 聚变核燃料
- （英文）高级聚变核燃料的表现 （页面存档备份，存于）